# (5117) Mokotoyama
(5117) Mokotoyama est un astéroïde de la ceinture principale.

## Description
(5117) Mokotoyama est un astéroïde de la ceinture principale. Il fut découvert le 8 avril 1988 à Kitami par Kin Endate et Kazuro Watanabe. Il présente une orbite caractérisée par un demi-grand axe de 3,06 UA, une excentricité de 0,07 et une inclinaison de 9,8° par rapport à l'écliptique.

## Compléments